# فرانز إيكيرت
فرانز إيكيرت (بالألمانية: Franz Eckert)‏ هو ملحن ألماني، ولد في 5 أبريل 1852 في Nowa Ruda, Lower Silesian Voivodeship ‏ في بولندا، وتوفي في 8 أغسطس 1916 في سول في كوريا الجنوبية بسبب سرطان.

## وصلات خارجية
- فرانز إيكيرت على موقع الموسوعة البريطانية (الإنجليزية)